# Oued Béni Messous
L'Oued Béni Messous est un cours d'eau, qui prend naissance dans la Mitidja et ses massifs environnants, parcourt la wilaya d'Alger et se jette dans la Méditerranée.

## Géographie
L'Oued Béni Messous a son embouchure à Chéraga à environ 20 km à l'ouest d'Alger. Il prend sa source à l'est du massif de Bouzareah et s'écoule vers l'ouest, traversant les communes de Beni Messous et Cheraga. Il a un débit moyen de 0,245 m3/s et un bassin versant de 33 à 44,28 km2.

### Toponymie
Le cours d'eau, ainsi que la commune de Beni Messous, tiendrait son nom actuel d'une ancienne tribu locale. Auparavant, l'oued portait le nom d'Oued Tarfa, nom qui a cessé d'être en usage toout à la fin du XIXe siècle.

## Nécropole mégalithique
Sur les deux rives de l'oued s'étend un ensemble de petits dolmens fouillé dès 1868. Leur nombre - selon les estimations entre 10 et une trentaine - laisse supposer une nécropole de 250 à 300 monuments à l'origine. Les dolmens sont simples, composés d'une chambre, séparée en deux sépultures par une dalle, et entourés d'un petit cercle de pierre qui le plus souvent n'a pas survécu. Ils mesurent généralement moins de 3 m par 2 m avec une hauteur qui n'excède pas les 1,80 m. Le mobilier retrouvé suggère une datation de la nécropole vers la fin de l'âge du Bronze européen, soit vers 1000 av. J.-C..